# Желязна епоха
Желязната епоха е исторически период, характеризиращ се с широкото използване на желязо за изработването на инструменти и оръжия. Нейните начални и крайни дати, както и археологическите характеристики, се различават в зависимост от географския регион.

## Хронология
Широкото разпространение на желязото и стоманата е съпътствано с промени в обществото, земеделските технологии, религиозните вярвания и художествените стилове. Това е последната епоха (3-та след каменната и бронзовата) в периодизацията на праисторията на Кристиан Юргенсен Томсен. Последователността на тези епохи не е универсална – в някои области, като Океания, вътрешността на Африка и части от Америка, желязната епоха настъпва непосредствено след каменната без междинна бронзова епоха. Желязната епоха обхваща не само края на праисторията, но и ранния исторически период, в който се появяват първите писмени източници, като авестийските гати, Ведите, най-старите части на Библията.
|                                                                  |
| Датите са приблизителни, за подробности вижте конкретните статии |

Началото на желязната епоха в Европа и съседните региони се характеризира със специфични инструменти, оръжия, украшения и керамика, като и с декоративни системи, които са напълно различни от тези в предходната бронзова епоха. Технологията на обработка на метала се пренасочва от характерното за бронза отливане към коване, а при декоративните елементи повтарящите се мотиви с правоъгълни форми са изместени от криволинейни орнаменти.
Най-ранните известни железни предмети са девет малки мъниста, датирани около 3200 година пр.н.е. и открити в погребения в Египет – те са изработени от метеоритно желязо и са оформени чрез внимателно изковаване. Метеоритното желязо, както и естествените желязно-никелови сплави, макар и рядко срещани, са използвани на много места по света дълго преди началото на желязната епоха. Обработката им е сравнително лесна, тъй като материалът е в метална форма още в естественото си състояние.
За разлика от метеоритното желязо, немалките количества от този метал на Земята са в химически свързана форма (във вид на различни железни руди) и отделянето му изисква относително сложна технология, която дълго време остава неизвестна за човечеството. Докато медта и калаят, от които се получава бронза, могат да бъдат студено обработени или разтопени в относително прости пещи (подобни на използваните за печене на керамика) и да бъдат отливани в матрици, желязото трудно се обработва при ниска температура, а за отливането му се изискват специално конструирани пещи.
Първите сведения за изкуствено създадени железни сплави са от разкопките в Каман Калехьоюк в централната част на Мала Азия и са датирани около 1800 година пр.н.е. Въпреки това по-широко производство на желязо започва едва 6 века по-късно, като между 1200 и 1000 година пр.н.е. технологията на желязото се разпространява относително бързо в региона.
Редица учени, сред които Антъни Снодграс, предполагат, че недостигът на калай в резултат на колапса на бронзовата епоха и срива в средиземноморската търговия около 1300 година пр.н.е. принуждава производителите на метали да търсят алтернативи на бронза. За това говорят множеството свидетелства от този период за преработване на бронзови инструменти в оръжия. По-широкото разпространение на желязото подобрява технологията за неговото производство и намалява стойността му, поради което и след възстановяването на доставките на калай по-евтините, здрави и леки железни инструменти трайно заместват бронзовите.
Липсата на археологически свидетелства за ранно производство на желязо в други части на света кара учените дълго време да смятат желязната епоха за типичен пример за разпространение на нова и по-добра технология чрез проста дифузия, започнала от един център в Близкия изток. Тази теория се подлага на съмнение след нови открития за ранно производство на желязо в Индия (около 1800 година пр.н.е.) и Субсахарска Африка (около 1200 година пр.н.е.).
Краят на желязната епоха не е ясно дефиниран – обикновено се приема, че той настъпва при появата на достатъчно писмени източници в съответната област, които намаляват значението на археологическите методи в изучаването на нейната история.

## Желязо
Бронзовите оръдия на труда са по-дълготрайни и в повечето случаи по-твърди, отколкото железните, а за тяхното производство не трябва да се достига толкова висока температура, както при топенето на желязото. Поради тези причини повечето специалисти смятат, че преходът от бронзовата епоха към желязната епоха не е непременно свързан с преимуществата на изготвените от желязо предмети, а по-скоро с това, че залежите, необходими за изработката на бронза, се експлоатират масово и залежите започват да се изчерпват бързо и да изчезват. Железните руди, от които се добива желязото, са много по-достъпни и се срещат много по-често в природата, отколкото тези, от които се добива бронза. Обширни горски райони изчезват по това време от картата на Западна Европа заради местните руди и разширяващото се производство на желязо. Преди това тези райони са бедни и много слабо заселени. За сметка на изчезването на горите обаче се усъвършенстват напоителните системи, земеделската техника, и се увеличава селскостопанската продукция.

## Близък изток
Желязната епоха в Близкия изток (вкл. Източното Средиземноморие) започва около 1300 година пр.н.е., когато технологиите за леене и коване на желязото получават широко разпространение, може би във връзка със затруднените доставки на калай.
Дълго време историците приписват развитието на леенето на желязо на хетите, за които се смята, че имат монопол в обработката на желязо през късната бронзова епоха, който се превръща в основа за изградената от тях държава. Според тази хипотеза технологията на желязото се разпространява в региона едва с нашествията на т.нар. „морски народи“. Днес теорията се отхвърля от повечето учени, поради липсата на археологически свидетелства за хетски монопол върху желязото – броят на железните предмети от късната бронзова епоха в Мала Азия е сравним с този в Египет и други съседни области по това време, като съвсем малка част от тях са оръжия. Колапсът на бронзовата епоха е съпътстван от бавно и постепенно разпространение на желязната технология в региона.
В Близкия изток различни варианти на клинописа се използват още през бронзовата епоха и са известни множество клинописни текстове и от желязната епоха. В нейното начало се появява и финикийската азбука. По тази причина краят на желязната епоха в този регион е условен и често се свързва със създаването през VI век пр.н.е. на империята на Ахеменидите започналия малко по-късно Класически период в Гърция.

## Европа
Извън областите в пряк контакт с Близкия изток желязната епоха в Европа започва в края на XI век пр.н.е. и постепенно се разпространява на север и на запад в продължение на пет столетия. Тя започва през VІІІ век пр.н.е. в Централна Европа и VІ век пр.н.е. в Северна Европа. Разделя се на два подпериода – ранно-желязна епоха ХІІ-VI век пр.н.е. Халщатска и късно-желязна – V-I век пр.н.е. – Латенска. Наименованията идват от селища на територията на Австрия и Швейцария, които са съществували по време на келтите (галите).

## Азия
Широкото използване на желязото започва в Азия едновременно с употребата му в Европа. В Китай, използването на желязо се простира доста по-назад във времето, и може би достига до четири хиляди години пр.н.е.

### Централна Азия
Желязната епоха в Централна Азия започва с появата на железни предмети сред индоевропейските племена саки в днешния район Синцзян на Китай между 10 век и 7 век пр.н.е., като например тези, намерени на мястото за погребения Чаухукоу.

### Северна Азия
Пазирикската култура е археологическа култура от желязната епоха (приблизително от 6 до 3 век пр.н.е.), идентифицираща се от разкопаните артефакти и мумифицирани човешки тела, намерени в сибирската вечна замръзналост в планините Алтай.

### Южна Азия
Археологическите разкопки в Тайланд (селищата Бан Дон Та Пхет и Кхао Сам Каео) разкриват метални, стъклени и каменни артефакти, стилистично свързани с Индийския субконтинент, което предполага влияние на индийската култура в Югоизточна Азия, започващо от 4 до 2 век пр.н.е., по време на късната желязна епоха.
Хронология на желязната епоха в Южна Азия:
Датите са приблизителни, вижте отделните статии за повече подробности
    Праисторическа Желязна епоха   Желязна епоха

#### Индустан
Историята на металургията на Индийския субконтинент започва през второто хилядолетие пр.н.е. Археологически обекти в Индия, като например Малхар, Дадупур, Раджа Нала Ка Тила и Лахурадева (в съвременния щат Утар Прадеш) показват употребата на железни сечива в периода 1800 – 1200 г. пр.н.е. Археологическите разкопки в Хайдарабад показват място за погребение от Желязната епоха. Ракеш Тевари вярва, че около началото на индийската желязна епоха (13 век пр.н.е.), топенето на желязо вече е широко практикувано в Индия. Това предполага, че началото на технологията може би е около 16 век пр.н.е.
В началото на първото хилядолетие пр.н.е. бележи значително развитие в обработката на желязо в Индия. По време на този период на мирно съществуване е постигнат голям технологичен напредък и високо майсторство в обработката. Един от центровете в Източна Индия е датиран от първото хилядолетие пр.н.е. В Южна Индия (съвременният щат Мисор) желязото се появява в началото на 12 или през 11 век пр.н.е. Това развитие на технологията обаче е твърде изпреварващо за постоянни близки контакти със северозападната част на страната. Индийските упанишади също споменават обработката на желязо., а през маурийския период в Индия е отбелязан още по-голям напредък в металургията. Около 300 г. пр.н.е. (и със сигурност от около 200 г.) в южна Индия чеве се произвежда качествена стомана – това, което по-късно се нарича техника на тигел. В тази техника, ковано желязо с висока чистота, въглища и стъкло се смесват в тигел и се нагряват, докато желязото се стопи и абсорбира въглерода.
Хронология на желязната епоха в Индия:
Датите са приблизителни, вижте отделните статии за повече подробности
   Праисторическа Желязна епоха   Желязна епоха

#### Шри Ланка
Праисторическата ранножелязна епоха в Шри Ланка продължава от 1000 до 600 г. пр.н.е. Радиовъглеродни доказателства за това са датирани от разкопките в Анурадхапура и Алигала в Сигирия. За селището Анурадхапура е изчислено, че се е простирало на дължина от 10 хектара към 800 г. пр.н.е. и е нараснало до 50 хектара към 700-600 г. пр.н.е., и се е превърнало в град. Останки от скелети от ранножелязната епоха предимно са открити в Анаикодаи, Джафна. Името Ко Вета е гравирано на брамански печат, погребан със скелет и датиран от археолозите около 3 век пр.н.е. Ko, което означава Крал в Тамил, е сравнимо с такива имена като Ко Атан и Ко Путивра в съвременните брамински надписи в Южна Индия. Също така се смята, че в места на ранножелязната епоха са могли да съществуват в Кандародаи, Матота, Пилапития и Тисамахарама.

### Източна Азия
Хронология на желязната епоха в Източна Азия:
Датите са приблизителни, вижте отделните статии за повече подробности
   Праисторическа Желязна епоха   Желязна епоха

#### Китай
В Китай, бронзови надписи са датирани около 1200 г. пр.н.е. Развитието на обработката на желязо е доказано със сигурност поне от 9 век пр.н.е. Голямата печатна писменост се идентифицира с група от знаци от книга, озаглавена Шъ Джоу Пиан (около 800 г. пр.н.е.). Обработката на желязо достига река Яндзъ към края на 6 век пр.н.е. Малък брой предмети са открити в Чангша и Нанкин. Погребалните доказателства предполагат, че първоначалната употреба на желязо в Линян принадлежи към средата и края на епохата на Воюващите царства (от около 350 г. пр.н.е.). Важните находки от неблагородни метали в стил хуси включват железни предмети, открити в гробница в Kу-уей цун от 4 век пр.н.е.
Техниките, използвани в Линян са комбинация от използването на двойни черупчести форми на южната традиция и отливането по калъп от Джонгян. Продукти на комбинацията от тези два периода са звънци, съдове, оръжия, накити и други изтънчени изделия.
Началото на желязната епоха на Тибетското плато се свързва с културата Джан Джун, описана в ранните тибетски писмени творби.

#### Корея
Железните предмети навлизат на Корейския полуостров чрез търговия с обществата и държавите от района на Жълто море през 4 век пр.н.е., точно в края на Периода на Воюващите държави, но преди началото на династия Западен Хан в Китай. Донг Йоон предполага, че с желязото първи се запознават обществата, разположени в долините на Северна Корея – долини на реки, които се вливат в Жълто море, като например Чеонгчеон и Таедон. През 2 век пр.н.е. по тези земи бързо последва развитието на металургията, а от 1 век пр.н.е. железни сечива започват да се използват и от земеделците в южна Корея. Най-ранните чугунени брадви в Южна Корея са открити в басейна на река Кимган (Гьомган). Времето, по което започва производството на желязо е същото, по което възникват по-развити общества в праисторическа Корея. Те са предшественици на първите държави, като например Силла, Пекче, Когурьо и Гая. Железните предмети са важен елемент при погребенията през този период и посочват богатството или престижа на починалия.

## Африка
Хронология на желязната епоха в Африка:
Датите са приблизителни, вижте отделните статии за повече подробности
   Праисторическа Желязна епоха   Желязна епоха